# Distrito electoral de Lake n.º 2
Lake No. 2 (en inglés: Lake No. 2 Precinct) es un distrito electoral ubicado en el condado de Johnson en el estado estadounidense de Illinois. En el Censo de 2010 tenía una población de 457 habitantes y una densidad poblacional de 28,75 personas por km².

## Geografía
Según la Oficina del Censo de los Estados Unidos, Lake No. 2 tiene una superficie total de 15.89 km², de la cual 15.8 km² corresponden a tierra firme y (0.6%) 0.1 km² es agua.

## Demografía
Según el censo de 2010, había 457 personas residiendo en Lake No. 2. La densidad de población era de 28,75 hab./km². De los 457 habitantes, Lake No. 2 estaba compuesto por el 97.59% blancos, el 0% eran afroamericanos, el 0.22% eran amerindios, el 0.22% eran asiáticos, el 0% eran isleños del Pacífico, el 0% eran de otras razas y el 1.97% pertenecían a dos o más razas. Del total de la población el 1.53% eran hispanos o latinos de cualquier raza.